# وانتسک
وانتسک (به لاتین: Łąck) یک روستا در لهستان است که در گمینا وانتسک واقع شده‌است. وانتسک ۱٬۳۵۰ نفر جمعیت دارد.